# Even de Tissot
Even de Tissot, né le 8 décembre 1931 à Ergué-Armel et mort le 7 décembre 2022 à Paris,, est un musicien français, à l'origine du générique de l'émission Envoyé spécial.
Auparavant, en 1967, il avait campé le rôle du pianiste dans le film Vingt-quatre heures de la vie d'une femme de Dominique Delouche, avec Danielle Darrieux.
En 1968, il compose la musique des séries L'Homme du Picardie et François Gaillard ou la Vie des autres,.
Il est le père de l'auteure Maruska Le Moing.